# More Love
"More Love" is een single van de Amerikaanse soulgroep Smokey Robinson & The Miracles. Het nummer was de tweede top 40 hit van de groep dat afkomstig was van het album "Make It Happen". "More Love" behaalde op de Amerikaanse poplijst de #23 notering en op de R&B-lijst uit datzelfde land werd de #5 positie bereikt. De andere singles die van "Make It Happen" afkwamen, zijn de nummers "The Love I Saw In You Was Just A Mirage" en "The Tears Of A Clown". Die laatstgenoemde werd pas drie jaar na het album uitgebracht, omdat The Miracles toen geen andere singles beschikbaar hadden. Tegen alle verwachting in werd "The Tears Of A Clown" de eerste #1 hit van de groep en de heruitgave van het album heette daarom niet "Make It Happen" meer, maar ook "The Tears Of A Clown".
Het nummer in kwestie werd geschreven en geproduceerd door de leadzanger van The Miracles Smokey Robinson. Hij schreef het nummer voor zijn vrouw Claudette Robinson, die tevens lid was van The Miracles. Het echtpaar verwachtte die tijd een tweeling, maar het bleek een mikraam te zijn. Dit was niet de eerste van Claudette Robinson en daarom verontschuldigde ze zich tegenover Smokey Robinson. Hij vond dit echter niet nodig, omdat zij er niks aan kon doen. Om haar te bewijzen dat hij het haar niet kwalijk nam, schreef Smokey Robinson het nummer "More Love" voor haar. De tekst van het nummer verhaalt namelijk dat zijn liefde groter voor haar is, dan dat het ooit verwoest kan worden door iets. De instrumentatie op "More Love" werd overigens niet verzorgd door The Funk Brothers, de vaste studioband van Motown. Deze single was een van de weinige nummers van Smokey Robinson & The Miracles waarvan de instrumentatie niet in Detroit, de thuisstad van Motown, maar in Los Angeles werd opgenomen. De muzikanten waren lokale muzikanten uit LA. Hierdoor is ook Marv Tarplin, de vaste gitarist van The Miracles, niet te horen in het nummer.
De B-kant van "More Love" is het nummer "Swept For You Baby". In tegenstelling tot de A-kant is dit nummer niet afkomstig van het album "Make It Happen", maar van diens voorganger "Away We A Go-Go", waar ook de hitsingle "(Come 'Round Here) I'm The One You Need" opstaat.
"More Love" is een aantal maal gecoverd. De meest succesvolle versie was die van Kim Carnes uit 1980. Zij had er een #10 hit mee op de Amerikaanse poplijst en deed het zodoende beter dan Smokey Robinson & The Miracles het deden met de originele versie. Andere artiesten die "More Love" coverden zijn onder andere Paul Young, Mica Paris en Motowncollega Barbara McNair.

## Bezetting
- Lead: Smokey Robinson
- Achtergrond: Bobby Rogers, Ronnie White, Claudette Robinson en Warren "Pete" Moore
- Instrumentatie: Lokale muzikanten uit Los Angeles
- Schrijver: Smokey Robinson
- Producer: Smokey Robinson